# Adolf Fridrich V. Meklenbursko-Střelický
Adolf Fridrich V. Meklenbursko-Střelický (Jiří Adolf Fridrich Viktor Arnošt Adalbert Gustav Vilém Wellington; 22. července 1848, Neustrelitz – 11. června 1914, Berlín) byl od roku 1904 meklenbursko-střelickým velkovévodou.

## Život
Vévoda Jiří Adolf Fridrich Viktor Arnošt Adalbert Gustav Vilém Wellington Meklenbursko-Střelický se narodil v létě roku 1848 ve městě Neustrelitz jako jediné přeživší dítě Fridricha Viléma Meklenbursko-Střelického a jeho manželky Augusty z Cambridge. Po smrti svého děda velkovévody Jiřího 6. září 1860 se stal novým vládcem velkovévodství a z Adolfa Fridricha se stal následník trůnu. Adolf Fridrich se zúčastnil prusko-francouzské války a zastupoval svého otce na korunovaci Viléma I. na německého císaře. Velkovévodou se stal po smrti svého otce 30. května 1904.
Jeho matka, velkovévodkyně Augusta, byla znechucena vojenskými způsoby svého syna. Své neteři Marii z Tecku napsala, "Strelitz, který nikdy nebyl vojenským státem, je najednou plný bubnů a pikol,...taková škoda, špatná napodobenina Schwerinu a malých německých dvorů, zatímco my jsme byli gentlemanským civilním dvoremǃ
V roce 1907 Adolf Fridrich oznámil, že udělí Meklenbursko-Střelicku ústavu, to se však setkalo s odporem šlechticů. Ve svém pokusu o vytvoření ústavy nabídl, že zaplatí 2 500 000 dolarů do státní pokladny, pokud šlechtici a třídy vlastnící půdy upustí od svého odporu. V roce 1912 pokus o vytvoření ústavy opakoval, Meklenbursko-Střelicko bylo s Meklenbursko-Schwerinským velkovévodstvím jediným evropským státem, který ji neměl.
V lednu 1914 byl Adolf Fridrich se svým jměním $88.750.000 označen za nejbohatší osobu v Německu hned po císaři Vilémovi II.
Velkovévoda Adolf Fridrich zemřel 11. června 1914 ve věku 65 let v Berlíně a jeho nástupcem se stal jeho syn Adolf Fridrich VI.

## Manželství a potomci
Adolf Fridrich se 17. dubna 1877 jako devětadvacetiletý v Dessau oženil s o devět let mladší princeznou Alžbětou Anhaltskou. Matka synovu manželku okomentovala: "Válí se ve svém luxusním zámku "Schloss", každý den má nové pařížské šaty, také diamanty, i když jsme docela entre nous – ano, je ráda velkovévodkyníǃ Chudák malá, jsem ráda že ona ano, protože já ráda nikdy nebyla.
Adolf Fridrich měl s Alžbětou čtyři děti:
- 1. Marie Meklenburská (8. 5. 1878 Neustrelitz – 14. 10. 1948 Bonn)
  - I. ⚭ 1899 hrabě George Jametel (18. 4. 1859 Petrohrad – 13. 3. 1944 Paříž), rozvedli se roku 1908
  - II. ⚭ 1914 Julius z Lippe (2. 9. 1873 Düsseldorf – 15. 9. 1952 tamtéž)
- 2. Jutta Meklenbursko-Střelická (24. 1. 1880 Neustrelitz – 17. 2. 1946 Řím)
  - ⚭ 1899 Danilo Alexandr Petrović-Njegoš (29. 6. 1871 Cetinje – 24. 9. 1939 Vídeň), korunní princ černohorský a velkovévoda Grahovský a Zetský
- 3. Adolf Fridrich VI. Meklenburský (17. 6. 1882 Neustrelitz – 23. 2. 1918 tamtéž), velkovévoda meklenbursko-střelický od roku 1914 až do své smrti, spáchal sebevraždu, svobodný a bezdětný
- 4. Karel Borwin Kristián Alexandr Artur Meklenbursko-Střelický (10. 10. 1888 Neustrelitz – 24. 8. 1908 Chasse-sur-Rhône), zemřel v souboji se svým švagrem, svobodný a bezdětný

## Vývod z předků
|                                          |                                       |  |                             |                                                            |  |  |  |  |  |  |  | Karel Ludvík Fridrich Meklenbursko-Střelický |
|                                          |                                       |  |                             |                                                            |  |  |  |  |  |  |  |                                              |
|                                          | Karel II. Meklenbursko-Střelický      |  |                             |                                                            |  |  |  |  |  |  |  |                                              |
|                                          |                                       |  |                             |                                                            |  |  |  |  |  |  |  |                                              |
|                                          |                                       |  |                             | Alžběta Sasko-Hildburghausenská                            |  |  |  |  |  |  |  |                                              |
|                                          |                                       |  |                             |                                                            |  |  |  |  |  |  |  |                                              |
|                                          | Jiří Meklenbursko-Střelický           |  |                             |                                                            |  |  |  |  |  |  |  |                                              |
|                                          |                                       |  |                             |                                                            |  |  |  |  |  |  |  |                                              |
|                                          |                                       |  |                             | Jiří Vilém Hesensko-Darmstadtský                           |  |  |  |  |  |  |  |                                              |
|                                          |                                       |  |                             |                                                            |  |  |  |  |  |  |  |                                              |
|                                          | Frederika Hesensko-Darmstadtská       |  |                             |                                                            |  |  |  |  |  |  |  |                                              |
|                                          |                                       |  |                             |                                                            |  |  |  |  |  |  |  |                                              |
|                                          |                                       |  |                             | Marie Luisa Albertina Leiningensko-Falkenbursko-Dagsburská |  |  |  |  |  |  |  |                                              |
|                                          |                                       |  |                             |                                                            |  |  |  |  |  |  |  |                                              |
|                                          | Fridrich Vilém Meklenbursko-Střelický |  |                             |                                                            |  |  |  |  |  |  |  |                                              |
|                                          |                                       |  |                             |                                                            |  |  |  |  |  |  |  |                                              |
|                                          |                                       |  |                             | Fridrich II. Hesensko-Kasselský                            |  |  |  |  |  |  |  |                                              |
|                                          |                                       |  |                             |                                                            |  |  |  |  |  |  |  |                                              |
|                                          | Fridrich Hesensko-Kasselský           |  |                             |                                                            |  |  |  |  |  |  |  |                                              |
|                                          |                                       |  |                             |                                                            |  |  |  |  |  |  |  |                                              |
|                                          |                                       |  |                             | Marie Hannoverská                                          |  |  |  |  |  |  |  |                                              |
|                                          |                                       |  |                             |                                                            |  |  |  |  |  |  |  |                                              |
|                                          | Marie Hesensko-Kasselská              |  |                             |                                                            |  |  |  |  |  |  |  |                                              |
|                                          |                                       |  |                             |                                                            |  |  |  |  |  |  |  |                                              |
|                                          |                                       |  |                             | Karel Vilém Nasavsko-Usingenský                            |  |  |  |  |  |  |  |                                              |
|                                          |                                       |  |                             |                                                            |  |  |  |  |  |  |  |                                              |
|                                          | Karolina Nasavsko-Usingenská          |  |                             |                                                            |  |  |  |  |  |  |  |                                              |
|                                          |                                       |  |                             |                                                            |  |  |  |  |  |  |  |                                              |
|                                          |                                       |  |                             | Karolina Felizitas Leiningensko-Dagsburská                 |  |  |  |  |  |  |  |                                              |
|                                          |                                       |  |                             |                                                            |  |  |  |  |  |  |  |                                              |
| Adolf Fridrich V. Meklenbursko-Střelický |                                       |  |                             |                                                            |  |  |  |  |  |  |  |                                              |
|                                          |                                       |  |                             |                                                            |  |  |  |  |  |  |  |                                              |
|                                          |                                       |  | Frederik Ludvík Hannoverský |                                                            |  |  |  |  |  |  |  |                                              |
|                                          |                                       |  |                             |                                                            |  |  |  |  |  |  |  |                                              |
|                                          | Jiří III.                             |  |                             |                                                            |  |  |  |  |  |  |  |                                              |
|                                          |                                       |  |                             |                                                            |  |  |  |  |  |  |  |                                              |
|                                          |                                       |  |                             | Augusta Sasko-Gothajská                                    |  |  |  |  |  |  |  |                                              |
|                                          |                                       |  |                             |                                                            |  |  |  |  |  |  |  |                                              |
|                                          | Adolf z Cambridge                     |  |                             |                                                            |  |  |  |  |  |  |  |                                              |
|                                          |                                       |  |                             |                                                            |  |  |  |  |  |  |  |                                              |
|                                          |                                       |  |                             | Karel Ludvík Fridrich Meklenbursko-Střelický               |  |  |  |  |  |  |  |                                              |
|                                          |                                       |  |                             |                                                            |  |  |  |  |  |  |  |                                              |
|                                          | Šarlota Meklenbursko-Střelická        |  |                             |                                                            |  |  |  |  |  |  |  |                                              |
|                                          |                                       |  |                             |                                                            |  |  |  |  |  |  |  |                                              |
|                                          |                                       |  |                             | Alžběta Sasko-Hildburghausenská                            |  |  |  |  |  |  |  |                                              |
|                                          |                                       |  |                             |                                                            |  |  |  |  |  |  |  |                                              |
|                                          | Augusta z Cambridge                   |  |                             |                                                            |  |  |  |  |  |  |  |                                              |
|                                          |                                       |  |                             |                                                            |  |  |  |  |  |  |  |                                              |
|                                          |                                       |  |                             | Fridrich II. Hesensko-Kasselský                            |  |  |  |  |  |  |  |                                              |
|                                          |                                       |  |                             |                                                            |  |  |  |  |  |  |  |                                              |
|                                          | Fridrich Hesensko-Kasselský           |  |                             |                                                            |  |  |  |  |  |  |  |                                              |
|                                          |                                       |  |                             |                                                            |  |  |  |  |  |  |  |                                              |
|                                          |                                       |  |                             | Marie Hannoverská                                          |  |  |  |  |  |  |  |                                              |
|                                          |                                       |  |                             |                                                            |  |  |  |  |  |  |  |                                              |
|                                          | Augusta Hesensko-Kaselská             |  |                             |                                                            |  |  |  |  |  |  |  |                                              |
|                                          |                                       |  |                             |                                                            |  |  |  |  |  |  |  |                                              |
|                                          |                                       |  |                             | Karel Vilém Nasavsko-Usingenský                            |  |  |  |  |  |  |  |                                              |
|                                          |                                       |  |                             |                                                            |  |  |  |  |  |  |  |                                              |
|                                          | Karolina Nasavsko-Usingenská          |  |                             |                                                            |  |  |  |  |  |  |  |                                              |
|                                          |                                       |  |                             |                                                            |  |  |  |  |  |  |  |                                              |
|                                          |                                       |  |                             | Karolina Felizitas Leiningensko-Dagsburská                 |  |  |  |  |  |  |  |                                              |
|                                          |                                       |  |                             |                                                            |  |  |  |  |  |  |  |                                              |